# Frank Calì
Francesco Paolo Augusto Calì (o semplicemente Frank Calì o Frankie Boy; New York, 26 marzo 1965 – New York, 13 marzo 2019) è stato un mafioso statunitense, presunto appartenente alla famiglia Gambino. Veniva considerato il mediatore tra Cosa nostra statunitense e Cosa nostra siciliana.

## Biografia
Sono stati rilevati contatti con Nicola Mandalà e Nicola Notaro della Famiglia di Villabate, Giovanni Nicchi della Famiglia di Pagliarelli, Vincenzo Brusca della Famiglia di Torretta. Teneva rapporti anche con membri della 'ndrangheta di Siderno. Ufficialmente amministrava società di import export di frutta. Calì venne arrestato nel febbraio 2008 nell'Operazione Old Bridge  insieme ad altri 62 presunti affiliati, con le accuse di racket, estorsione e associazione a delinquere. Tra l'altro prima del suo arresto, veniva considerato come un uomo misterioso in quanto non c'erano sue foto e lo si sentiva solo nominare al telefono in alcune intercettazioni.
Venne condannato in data 4 giugno 2008 per associazione a delinquere finalizzata all'estorsione; venne scarcerato il 6 aprile 2009. Da agosto 2015 veniva considerato il boss della famiglia Gambino, succeduto a Domenico Cefalù. È morto nel marzo 2019 all'età di 53 anni, ucciso a colpi di arma da fuoco sotto la sua abitazione di Staten Island, New York.